# Mausollos
Mausollos var akemenidisk satrap av Karien 377–353 f.Kr. och härskade i Halikarnassos i Mindre Asien, nuvarande Bodrum. Såsom lydfurste regerade han helt självständigt och införlivade Rhodos, Kos och Chios i det akemenidiska riket.
Drottning Artemisia, tillika hans syster, sörjde honom och ansträngde sig till det yttersta för att bevara hans minne. Bland annat lät hon uppföra ett enormt gravmonument i Halikarnassos. Artemisia lyckades med sin avsikt, monumentet blev känt över hela den antika världen som ett av världens sju underverk och härifrån kommer ordet mausoleum.